# تسعون مليار نسمة (كتاب)
تسعون مليار نسمة كتاب من تأليف محمد الحسيني الشيرازي، وهو يناقش، وفي مقدمة الكتاب نذكر:

تسعون ملياراً، رقم تحته خفايا، من أسرار ما أستودعه الله في الأرض من خيرات ونعم، تكفُل معيشة هذا العدد المفترض الهائل من الناس، في خير ورخاء، والذي يكشف بدوره عن زيف الادعاءات الغربية والأسباب التي تكمن وراءها، في فكره تحديد النسل البشري التي تنبتها المؤسسات الاستعمارية الغربية وروّجت لها بكل السبل والوسائل وبذرائع شتى، ولكشف هذه الألعوبة الخبيثة تنبَّه سماحة المجدد الشيرازي الثاني مفتتحاً بحثه بهذا الاحتمال العلمي الدقيق عبر كراسه (تسعون مليار نسمة) الذي تناول فيه هذه الفكرة بالنقد التحليل والكشف عن أضرارها وأسبابها، ورأي الأديان فيها، وما الدوافع التي روجت لشيوعها في بلاد المسلمين خاصة، إلى غير ذلك من الأمور المكتنفة لهذه الفكرة ووضع الحلول المناسبة لها.